# Detva
Detva är en stad i centrala Slovakien. Detva är beläget i närheten av Zvolen och en motorvägsförbindelse är planerad dit. I Detva finns mekanisk industri. Staden är känd i Slovakien som ett centrum för folkkulturen. Varje år finns här den av den mest populära folkfestivalen i landet, Podpolianske slávnosti.
Förr i tiden staden var känd för sin produktion av bryndza (fårost).